# The Punisher (jeu vidéo, 2005)
Pour les articles homonymes, voir The Punisher.
The Punisher est un jeu vidéo de tir à la troisième personne sorti en 2005 sur PlayStation 2, Windows et Xbox. Le jeu a été développé par Volition, Inc. et édité par THQ. Il s'inspire du comics de Marvel le Punisher.

## Accueil
- Jeuxvideo.com : 11/20 (PC)[1] - 11/20 (PS2/XB)[2]